# Chasma

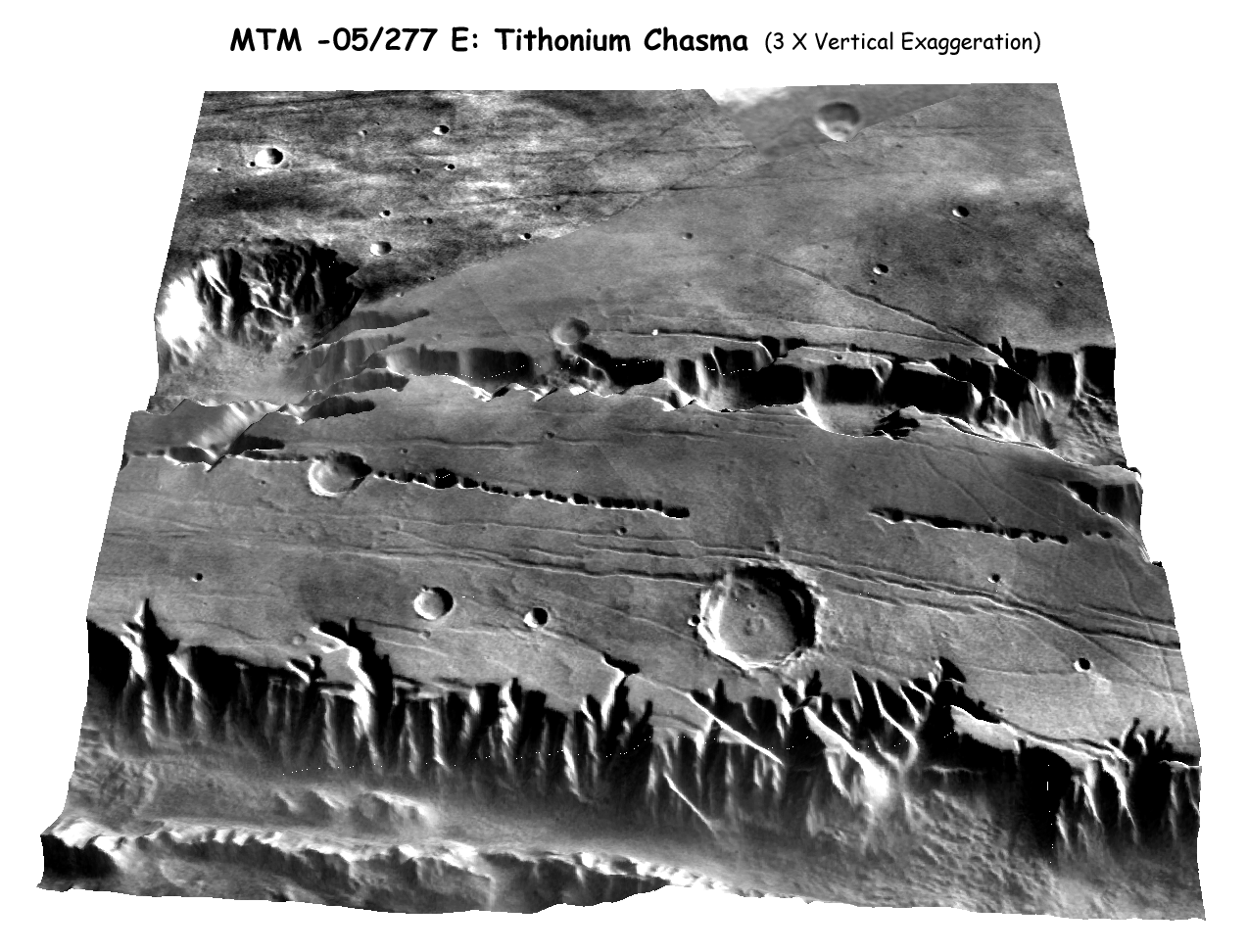
Modello 3D del Tithonium Chasma su Marte

Chasma (plurale: chasmata) è un termine latino, derivato a sua volta dal greco, che indica una valle particolarmente scoscesa o un grande canyon. Il termine è utilizzato in esogeologia per descrivere formazioni geologiche analoghe di questo tipo presenti su altri corpi celesti (nella fattispecie, il nome è stato assegnato a formazioni presenti su Venere e Marte, sui satelliti di Saturno Rea, Dione, Teti e Mimas, sui satelliti di Urano Oberon, Ariel e Titania e sul satellite di Plutone Caronte).
Uno degli esempi più celebri di chasma è certamente dato dal Coprates Chasma, situato nella parte orientale di Valles Marineris, su Marte.

## Convenzioni di nomenclatura
- Venere: i chasmata sono intitolati a divinità lunari, della caccia o dei boschi presenti nelle diverse culture.
- Marte: i chasmata mantengono i nomi classici precedentemente utilizzati per designare le regioni circostanti.
- Dione: i chasmata sono intitolati a località o regioni presenti nella mitologia greca e collegate al mito di Troia e di Achille.
- Rea: i chasmata prendono il nome da montagne presenti nelle mitologie orientali.
- Mimas: i chasmata prendono il nome di località citate nei racconti del ciclo arturiano, oppure di personaggi e luoghi mitologici presenti nella mitologia greca e legati ai combattimenti fra titani e divinità.
- Ariel: i chasmata prendono il nome da spiriti del vento o dell'atmosfera presenti nelle diverse mitologie.
- Titania: i chasmata prendono il nome da località citate nei racconti di Shakespeare.
- Caronte: i chasmata hanno nomi tratti da famosi film e saghe fantascientifiche e fantasy.